# Herbert Anijekwu
Herbert Anijekwu (ur. 4 grudnia 1964 – zm. 20 września 2013) – nigeryjski piłkarz grający na pozycji obrońcy. W swojej karierze rozegrał 6 meczów w reprezentacji Nigerii.

## Kariera klubowa
W swojej karierze piłkarskiej Anijekwu grał w klubie Enugu Rangers.

## Kariera reprezentacyjna
W reprezentacji Nigerii Anijekewu zadebiutował 5 marca 1990 roku w wygranym 1:0 grupowym meczu Pucharu Narodów Afryki 1990 z Egiptem, rozegranym w Algierze. Na tym turnieju wystąpił również w trzech innych meczach: grupowym z Wybrzeżem Kości Słoniowej (1:0), półfinałowym z Zambią (2:0) i finałowym z Algierią (0:1). Z Nigerią wywalczył wicemistrzostwo Afryki. Od 1990 do 1991 rozegrał w kadrze narodowej 6 meczów.